# الطلیعی
الطلیعی یک منطقهٔ مسکونی در سوریه است که در استان طرطوس واقع شده‌است.

## خصوصیات
الطلیعی ۲٬۱۲۳ نفر جمعیت دارد.